# 盧多什鄉

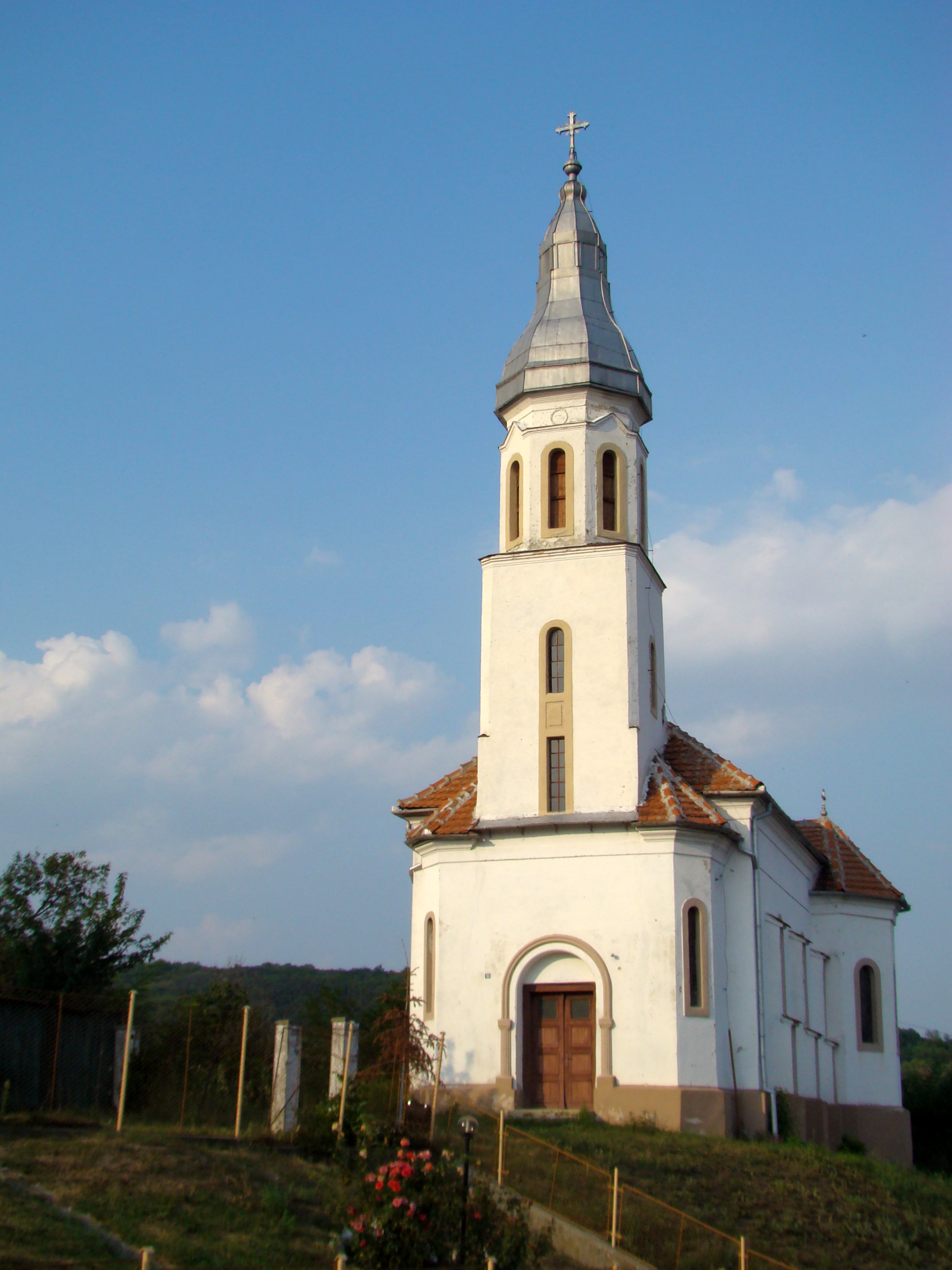

45°55′N 23°54′E / 45.917°N 23.900°E
盧多什鄉（羅馬尼亞語：Comuna Ludoș, Sibiu），是羅馬尼亞的鄉份，位於該國中部，由錫比烏縣負責管轄，面積43平方公里，2007年人口775，人口密度每平方公里18人。